# Grimoald II van Beieren
Grimoald II van Beieren (? - 725/728) was een zoon van de Bajuwaarse hertog Theodo II en kleinzoon van Agilolf van Beieren uit de familie van de Agilolfingen. Grimoald was van 702 tot 723/725 hertog van de Bajuwaren in het deel-stamhertogdom Beieren-Freising.
Theodo II benoemde hem tezamen met zijn broers Theudebald, Theudo III (Theudebert) en Tassilo II tot mederegenten. Na de dood van zijn vader in 718 en zijn broers Theudebald en Tassilo II heerste hij als mederegent van zijn broer Theudebert. Daarnaast huwde hij de weduwe van zijn overleden broer Theudebald, vermoedelijk, om zijn eigen machtspositie te versterken. Dit huwelijk bracht hem echter in conflict met de missionaris Corbinianus, die het huwelijk onrechtmatig verklaarde te zijn en daarop naar Tirol moest vluchten.
Toen ten slotte ook zijn broer Theudebert in 724 overleed, trachtte hij de macht voor zich alleen te grijpen en zijn neef Hugbert van de macht te verdrijven. Hugbert vluchtte daarop naar het Frankische Rijk en smeekte bij de machtige hofmeier, Karel Martel, om hulp. Karel Martel rukte het jaar daarop (725) tegen het Beierse stamhertogdom op en bekampte Grimoald in een veldslag aan de Donau. Grimoald zelf werd tijdens zijn vlucht gedood.